# Stanisław Piasecki (ksiądz)
Stanisław Piasecki CM (ur. 5 kwietnia 1885 w Masłowie, zm. 17 sierpnia 1962 w Kurytybie) – polski prezbiter katolicki, misjonarz św. Wincentego a Paulo, dziennikarz i działacz polonijny w latach 1914–1962 w Brazylii, rektor Polskiej Misji Katolickiej w Brazylii (1956–1959).

## Życiorys

### Młodość (1885–1914)
Urodził się 5 kwietnia 1885 w Masłowie koło Śremu w rodzinie Franciszka (ur. 1854) i Franciszki z domu Mielcarek (ur. 1861). 23 września 1905 wstąpił do Zgromadzenia Księży Misjonarzy. Następnie studiował teologię i filozofię w Krakowie. 2 lipca 1911 przyjął święcenia kapłańskie. W latach 1911–1914 pracował w parafii św. Rodziny w Tarnowie.

### Działalność w Brazylii (1914–1939)
Zdecydował się zostać misjonarzem i wyjechał do Brazylii, do której przybył tuż po wybuchu I wojny światowej (15 sierpnia 1914). Pracował wśród polskich imigrantów w kilku różnych parafiach. Od 1921 zajmował się redagowaniem i wydawaniem tygodnika Lud oraz czasopisma Przyjaciel Rodziny. Angażował się w działalność Centrum Kulturalnego Oświata. Kierował domem dla uczniów pochodzących z interioru. W 1923 pomagał przy organizacji szkoły średniej im. Henryka Sienkiewicza. Odwiedzał rodaków mieszkających w stanach Parana, Santa Catarina i Rio Grande do Sul, gdzie m.in. organizował prezentacje sztuk teatralnych i wyświetlał filmy. W 1927 był uczestnikiem I Kongresu Polonii w Warszawie, na którym reprezentował Centrum Kulturalne Oświata. W latach 1928–1938 pracował w parafii w Rio Ciaro do Sul.

### Działalność w Brazylii (1939–1962)
Podczas wojny współpracował z Międzynarodowym Komitetem Czerwonego Krzyża oraz Brazylijskim Komitetem Pomocy Ofiarom Wojny w Polsce. Został członkiem Unii Kulturalnej Polaków w Brazylii. W 1955 został wizytatorem Zgromadzenia Księży Misjonarzy w Brazylii. W 1956 został rektorem Polskiej Misji Katolickiej w Brazylii. W ramach pełnienia tej funkcji odwiedzał polskie kolonie. Po trzech latach pełnienie tej funkcji przeszedł na emeryturę, zamieszkał w Abranches i pomagał proboszczowi tamtejszej parafii Bronisławowi Kozłowskiemu.

## Odznaczenia
- dyplom członka założyciela Centrum Kulturalnego Oświata (1928)
- Krzyż Kawalerski Orderu Odrodzenia Polski (1936)